# Parodia camargensis
Parodia camargensis là một loài thực vật có hoa trong họ Cactaceae. Loài này được Buining & F. Ritter mô tả khoa học đầu tiên năm 1962.